# Blok komunistů a socialistů
Blok komunistů a socialistů (rumunsky Blocul Comuniștilor și Socialiștilor, rusky Блок коммунистов и социалистов, Blok kommunistov i socialistov, BCS), dříve známý jako Volební blok komunistů a socialistů (rumunsky Blocul electoral al Comuniștilor și Socialiștilor, BECS), je komunistická a demokratická socialistická politická aliance v Moldavsku, která vznikla v květnu před moldavskými parlamentními volbami v roce 2021. Jejími členy jsou Strana komunistů Moldavské republiky (PCRM) a Strana socialistů Moldavské republiky (PSRM).

## Historie
Jednání o vytvoření předvolební koalice zahájili zástupci PSRM v dubnu 2021. Začátkem května Igor Dodon zaslal předsedovi PCRM Vladimiru Voroninovi návrh na vytvoření předvolební koalice. Ústřední výbor PCRM schválil 11. května většinou hlasů vytvoření volební koalice, PSRM o den později oznámila, že je ochotna podepsat protokol o vytvoření koalice. Ústřední volební komise 13. května přijala žádost o vytvoření Volebního bloku komunistů a socialistů a do čela koalice byl zvolen Voronin.
Na 11. července 2021 byly vyhlášeny předčasné volby, kterých se BECS účastnila pod společnou volební listinou vedenou Voroninem, šéfem koalice BECS.

## Ideologie
V kontextu moldavského politického spektra se jedná o politickou alianci, která se hlásí k synkretické politice kombinující levicovou politiku v daňových otázkách a konzervativní názory v otázkách sociálních, což je v kontrastu s levicovými západoevropskými stranami; odráží to situaci práv LGBT v Moldavsku, které je jednou z nejvíce sociálně konzervativních postkomunistických zemí ve východní Evropě. Aliance se staví proti NATO, je rusofilská a vystupuje proti sjednocení Moldavska a Rumunska.

## Volební výsledky
| Volby | Lídr             | Hlasy       | Hlasy | Mandáty       | Mandáty | Pořadí | Postavení |
| Volby | Lídr             | Počet hlasů | %     | Počet mandátů | Změna   | Pořadí | Postavení |
| ----- | ---------------- | ----------- | ----- | ------------- | ------- | ------ | --------- |
| 2021  | Vladimir Voronin | 398 675     | 27,17 | 32/101        | ▼3      | 2.     | Opozice   |